# Lyckliga hundar
Lyckliga hundar är ett studioalbum av musikgruppen Wilmer X. Skivan är producerad av Dan Sundqvist och släpptes år 2003 på Capitol Records. På skivan medverkar, förutom Wilmer X, även ett flertal gästmusiker så som Dregen, Nicke Borg, Robert Dahlqvist, Gustav Bendt, Maria Blom, Maria Hentzel, Johan Lindström, Olle Holmqvist och Peter Asplund.

## Låtförteckning
1. Lyckliga hundar
2. Välkommen till min värld
3. Absolut ensam
4. Vi som blommar sent
5. Cool tid ihop
6. Tyck synd om mig
7. Sjunde slöjan faler
8. Vägen söderut
9. Ska vi ta en lång väg hem
10. Pojken i skuggan
11. XXX
12. Sent i september